# Чаробњаци с Вејверли Плејса: Филм
Чаробњаци с Вејверли Плејса: Филм (енгл. Wizards of Waverly Place: The Movie) амерички је филм из 2009. који се заснива на серији Чаробњаци с Вејверли Плејса. Режирао га је Лев Л. Спиро и снимљен првенствено у Сан Хуану, Порторико током фебруара и марта 2009. Сви глумци из серије су учествовали у филму, иако је Џенифер Стоун имала само малу улогу на почетку филма. Филм се фокусира на породицу Русо на одмору на Карибима.
Филм је премијерно приказан 28. августа 2009. године на Дизни каналу у САД. Премијеру је гледало 11,4 милиона гледалаца, што представља другу најгледанију премијеру оригиналног филма Дизни канала, након Средњошколског мјузикла 2. Такође је био најгледанији програм 2009. године. Премијерно је приказан у Уједињеном Краљевству и Ирској 23. октобра исте годинее у склопу Виз-Тобера. Издат је на DVD 15. децембра 2009. године као продужено издање. Филм је освојио 2010. Еми за ударне термине награду за „Најбољи дечији програм”.

## Радња
Када Алекс случајно упоропасти породично путовање бацајући ужасну чаролију на своје вољене, Макс покушава да спречи своје родитеље како се не би раздвојили, док Алекс и Џастин очајнички траже „камен снова” како би повукли чаролију.

## Улоге
| Глумац               | Улога        |
| -------------------- | ------------ |
| Селена Гомез         | Алекс Русо   |
| Дејвид Хенри         | Џастин Русо  |
| Џејк Т. Остин        | Макс Русо    |
| Џенифер Стоун        | Харпер Финкл |
| Марија Каналс Барера | Тереза Русо  |
| Стиви Валентајн      | Арчи         |
| Хавијер Енрике Торес | Хавијер      |
| Џенифер Олден        | Жизел        |
| Дејвид Делуиз        | Џери Русо    |